# Vlastimil Aubrecht
Vlastimil Aubrecht (* 23. prosince 1953 Duchcov) je český politik, koncem 90. let 20. století a v první dekádě 21. století poslanec Poslanecké sněmovny za ČSSD.

## Biografie
Po maturitě na Střední průmyslové škole stavební pracoval v letech 1973-1977 jako mistr v IPS Praha a SČ konstruktiva Ústí nad Labem. V letech 1977-1990 byl zaměstnancem podniku Státní statky Teplice, stavební závod, kde působil jako vedoucí střediska a vedoucí výroby. V letech 1990 až 1998 byl místostarostou Bíliny. V komunálních volbách roku 1994, komunálních volbách roku 1998 a komunálních volbách roku 2002 byl opakovaně za ČSSD zvolen do zastupitelstva města Bílina. Kandidoval sem i v komunálních volbách roku 2006 a komunálních volbách roku 2010, ale nebyl zvolen. K roku 2010 se profesně uvádí jako odborný poradce.
Ve volbách v roce 1998 byl zvolen do poslanecké sněmovny za ČSSD (volební obvod Severočeský kraj). Mandát obhájil ve volbách v roce 2002 a volbách v roce 2006. Ve sněmovně setrval do voleb v roce 2010. V letech 1998-2006 byl členem sněmovního výboru pro veřejnou správu, regionální rozvoj a životní prostředí, v letech 2006-2010 členem výboru pro životní prostředí a výboru hospodářského.
Během vlád ČSSD působil jako vládní zmocněnec pro severozápadní Čechy. Za svou činnost v této funkci získal v roce 2005 na základě hlasování v anketě Ropák roku stejnojmenný titul.
V roce 2008 se uváděl jako předseda teplické okresní organizace ČSSD. Před plánovanými sněmovními volbami v roce 2009 odstoupil v srpnu 2009 z kandidátky. Uvedl osobní důvody i to, že byl na kandidátní listině zařazen na nízkou pozici.
V červenci 2013 byl obviněn za přijetí několikamilionového úplatku souvisejícího s rozšířením průmyslové zóny Joseph. Aby nepoškozoval ČSSD, rezignoval počátkem září téhož roku na své stranické funkce: přestal vést okresní organizaci v Teplicích i zasedat v ústředním výkonném výboru. Zůstal tak řadovým členem strany.